# 시론코구

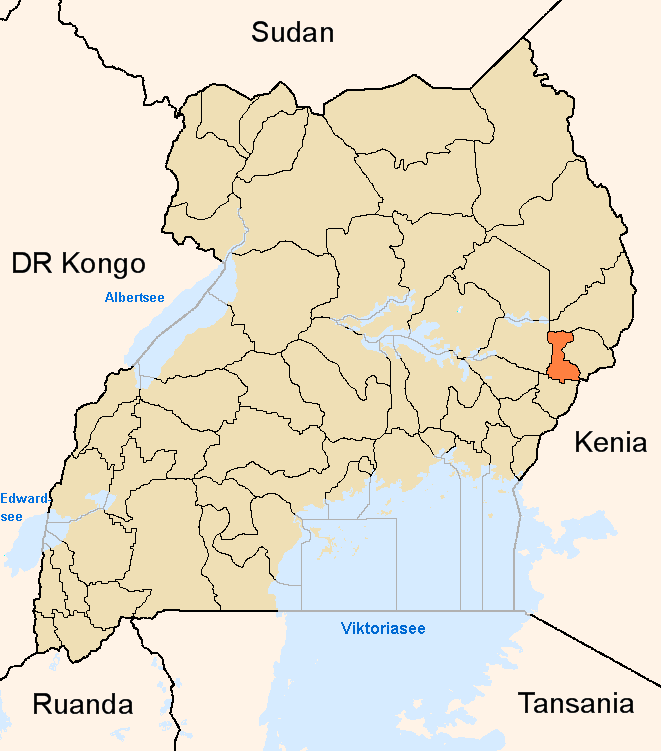
시론코 구의 위치

시론코구(Sironko)는 우간다 동부와 엘곤 산 북서부에 위치한 구로, 행정 중심지는 시론코이며 면적은 1,090.8km2, 인구는 291,906명(2002년 인구 조사 기준)이다. 최저 높이는 해발 1,299m, 최고 높이는 해발 1,524m이다.
행정 구역상으로는 동부 주에 속하며 2개 군(부다디리 군, 불람불리 군)을 관할한다. 북쪽으로는 나카피리피리트 구, 동쪽으로는 카프초르와 구, 서쪽으로는 부케데아 구, 남동쪽으로는 부두다 구, 남서쪽으로는 음발레 구와 접한다.